# جيورجي بابوناشفيلي
جيورجي بابوناشفيلي (2 سبتمبر 1995 بتبليسي في جورجيا - ) هو لاعب كرة قدم جورجي في مركز الوسط. شارك مع منتخب جورجيا تحت 17 سنة لكرة القدم ومنتخب جورجيا تحت 19 سنة لكرة القدم ومنتخب جورجيا تحت 21 سنة لكرة القدم ومنتخب جورجيا لكرة القدم. أما مع النوادي، فقد لعب مع نادي دينامو تبليسي وفيردر بريمن 2 ‏.

## وصلات خارجية
- جيورجي بابوناشفيلي على موقع الاتحاد الأوربي (الإنجليزية)
- جيورجي بابوناشفيلي على موقع قاعدة بيانات كرة القدم.إي يو (الإنجليزية)
- جيورجي بابوناشفيلي على موقع بيانات كرة القدم. دي إي (الألمانية)
- جيورجي بابوناشفيلي على موقع ناشيونال فوتبول تيمز (الإنجليزية)
- جيورجي بابوناشفيلي على موقع Soccerway.com (الإنجليزية)
- جيورجي بابوناشفيلي على موقع عالم كرة القدم.نت (الإنجليزية)